# Milford, Maine
Milford är en kommun i Penobscot County i delstaten Maine, USA.